# Café Europa
Café Europa: Life After Communism (în traducere „Café Europa: Viața după comunism”) este o carte din 1996 scrisă de Slavenka Drakulić, o scriitoare croată. Cartea prezintă experiențele popoarelor din Europa de Est după retragerea socialismului și căderea Cortinei de Fier. În timp ce Drakulić subliniază eliberarea celor odinioară asupriți, comentariul ei social percutant subliniază repercusiunile și lipsa de progres de la sfârșitul perioadei sovietice.

## Rezumat

### Iugoslavia
Scriind despre viața sa în Iugoslavia socialistă natală, Drakulić își compară viața cu cea a oamenilor care trăiesc în țările Pactului de la Varșovia. Ea observă că s-a simțit întotdeauna superioară lor, deoarece regimul lui Iosip Broz Tito le-a permis atât un nivel de trai mai ridicat, cât și o mai mare libertate de mișcare. În ciuda acestor facilități, pentru Drakulić Iugoslavia era totuși o cușcă mai mare.

### Sărăcie și privațiuni
În timp ce vizita țări est-europene precum România și Bulgaria, Drakulić observă degradarea infrastructurii naționale, cum ar fi sistemele de canalizare. Acest declin, conchide ea, se datorează parțial unei mentalități postcomuniste.

### Aspirații către o identitate europeană
Potrivit lui Drakulić, statele recent eliberate din Europa de Est aspiră să se realăture societății vest-europene, de care au fost izolate timp de mai bine de 50 de ani după ocupația sovietică. Totuși, țările din NATO și Uniunea Europeană nu simt la fel, iar „Europa” poate fi văzută doar ca o construcție în mintea Europei de Est. Totuși, Drakulić avertizează: „Suntem cu toții albanezi ” și nu putem ignora o moștenire comună.

### Autoritarismul în Croația post-independență
În ciuda înlăturării guvernelor comuniste din întreaga Europă, Drakulić este consternată să constate că în patria sa, Croația, vidul nu a fost umplut de un guvern complet democratic. Președintele Tudjman conduce cu o influență autoritară, iar o mare parte a birocrației este plină de foști aparatciki. În ciuda trecutului comunist mai recent, în opinia lui Drakulić, liderii Croației evocă memoria statului croat fascist din timpul celui de-al Doilea Război Mondial.

## Continuare
În ianuarie 2021, Penguin Books a publicat o continuare, „Café Europa Revisited”, o colecție de 15 eseuri care abordează teme similare din cartea originală, cum ar fi naționalizarea, balcanizarea, apartheidul alimentar și antisemitismul.